# Sphaeromeria
Sphaeromeria là một chi thực vật có hoa trong họ Cúc (Asteraceae).

## Loài
Chi Sphaeromeria gồm các loài: